# Panagiotis Paraskevópulos
Panagiotis Paraskevópulos (en grec: Παναγιώτης Παρασκευόπουλος, Gortinia, Peloponès, 1875 - Corfú, 8 de juliol de 1956) fou un atleta grec que va prendre part en els Jocs Olímpics de 1896, a Atenes, i 1900, a París.
El 1896 va participar en el llançament de disc, en què guanyà la medalla de plata, per darrere Robert Garrett i un millor llançament de 28,955 m;
Quatre anys més tard, el 1900, a París, participà en dues proves. Repetí participació en el llançament de disc, acabant en quarta posició amb un millor llançament de 34,50 metres i també en el llançament de pes, en què acabà en cinquena posició final.